# Saint Onge
Saint Onge è un census-designated place (CDP) degli Stati Uniti d'America della contea di Lawrence nello Stato del Dakota del Sud. La popolazione era di 191 abitanti al censimento del 2010.

## Geografia fisica
Secondo lo United States Census Bureau, il CDP ha una superficie totale di 3,48 km², dei quali 3,48 km² di territorio e 0 km² di acque interne (0% del totale).

## Storia
Saint Onge fu progettata nel 1881. La comunità prende il nome da Henry St. Onge, un colono pioniere. Un ufficio postale chiamato Saint Onge è in funzione dal 1881.

## Società

### Evoluzione demografica
Secondo il censimento del 2010, la popolazione era di 191 abitanti.

### Etnie e minoranze straniere
Secondo il censimento del 2010, la composizione etnica del CDP era formata dal 96,86% di bianchi, lo 0% di afroamericani, lo 0,52% di nativi americani, lo 0% di asiatici, lo 0% di oceanici, lo 0,52% di altre etnie, e il 2,09% di due o più etnie. Ispanici o latinos di qualunque etnia erano l'1,05% della popolazione.